# Площа Леоніда Телятникова
Пло́ща Леоні́да Теля́тникова — площа в Оболонському районі міста Києва, житловий масив Оболонь. Розташована на перетині вулиць Героїв полку «Азов»  та Добринінської.

## Історія
Виникла в середині 1970-х років як безіменна площа на стику новопрокладених вулиць. Сучасна назва на честь офіцера-пожежника учасника ліквідації аварії на Чорнобильській АЕС Героя Радянського Союзу Леоніда Телятникова — з 2016 року.

## Забудова
Забудова з адресою «площа Леоніда Телятникова» станом на початок 2017 року відсутня. Поряд розташовані:
- Державна пожежно-рятувальна частина № 25 ГУ ДСНС України (вул. Героїв полку «Азов»,  6).
- Музей пожежної справи (вул. Героїв полку «Азов», 6).
- Церква Ікони Пресвятої Богородиці «Неопалима Купина» ПЦУ (вул. Героїв полку «Азов»,  8).

## Пам'ятники
- Пам'ятник вогнеборцям-пожежникам. Відкрито 29 лютого 2004 року. Скульптор — Валентин Зноба.
- Меморіальний знак на спомин про Чорнобильську трагедію. Відкрито 26 квітня 2011 року до 25-річчя аварії на ЧАЕС.
- Пам'ятник «Старшинам Армії УНР — уродженцям Києва». Відкрито 28 травня 2011 року на подвір'ї храму за ініціативою громадських організацій на кошти общини храму та допомоги спонсорів.

## Зображення

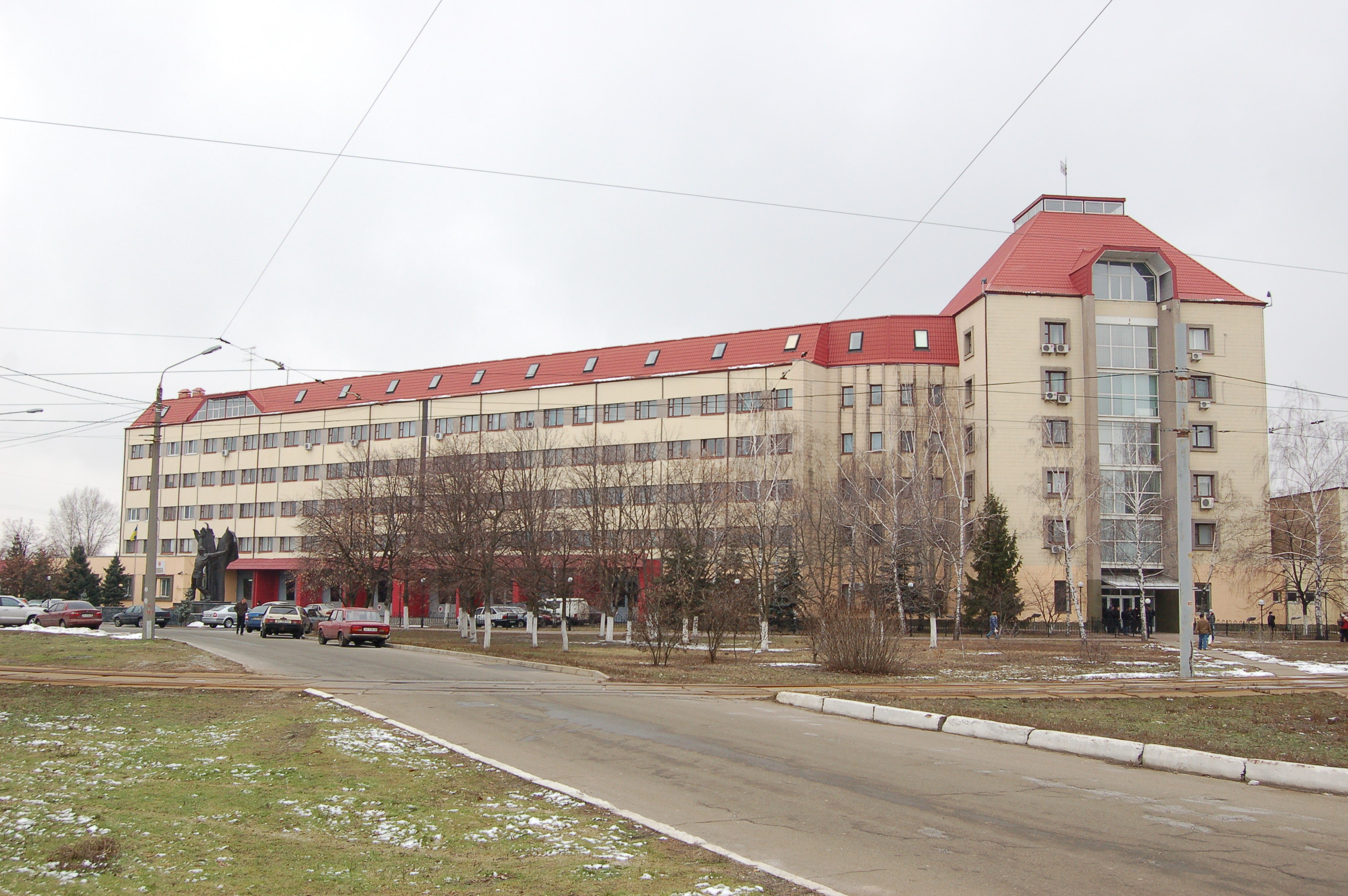
Державна пожежно-рятувальна частина № 25 ГУ ДСНС України
Пам'ятник пожежникам
Меморіальний знак на спомин про Чорнобильську трагедію
Церква Ікони Пресвятої Богородиці «Неопалима купина» (ПЦУ)